# Ограбление (фильм, 1897)
«Ограбление» (англ. Robbery) — британская короткометражная чёрно-белая кинокомедия режиссёра Уильяма Поля, 1897 года. Другое название фильма — Прохожий, который вынужден немного раздеться (англ. A wayfarer compelled to disrobe partially).

## Сюжет
Режиссёр Уильям Поль показывает прохожего, который вынужден отдать свои ценности и некоторые предметы гардероба вооруженным грабителям.
По словам Михаила Брукса фильм только задуман как комедия, на самом деле он заставляет нас смотреть на унижение человека в лоб, в конечном счёте, сопоставить себя не жертвой, а преступником. Фильм входит в сборник BFI DVD Р. У. Поля: Сборник Фильмов 1895—1908.